# Aphodius renaudi
Aphodius renaudi là một loài bọ cánh cứng trong họ Scarabaeidae. Loài này được Clement miêu tả khoa học năm 1958.